# Алфьорова Ірина Іванівна
Ірина Іванівна Алфьо́рова (рос. Ирина Ивановна Алфёрова; 13 березня 1951, Новосибірськ) — радянська і російська акторка театру і кіно. Народна артистка Російської Федерації (2007).
24 травня 2017 року СБУ заборонило Алфьоровій в'їзд на територію України.

## Життєпис
Народилася в Новосибірську не в акторській сім'ї (батьки її — Іван Кузьмич і Ксенія Архипівна — пройшли війну від початку до кінця і, вивчившись потім, обидва стали юристами-адвокатами). Проте Ірина грала в самодіяльному театрі Новосибірського Академмістечка, закінчила МОУ СОШ № 29. У 1972 році закінчила ГІТІС.

### Робота в кіно і на телебаченні
Наприкінці навчання у ГІТІСі, її запросили у свої трупи одразу кілька московських театрів. Тоді ж їй випав дивно щасливий квиток — роль Даші в телеепопеї «Ходіння по муках». 1976 року Алфьорова була запрошена в Московський театр ім. Ленінського комсомолу (з 1991 — «Ленком»).
Наступна велика роль в кіно Констанція в музичному пригодницькому серіалі «Д'Артаньян і три мушкетери». На цю роль режисер Георгій Юнгвальд-Хилькевич хотів взяти Євгенію Симонову, але керівництво «Держкіно» змусило знімати Алфьорову. Режисерові довелося підкоритися, хоча як він вважав, що актрисі для цього фільму не вистачало музикальності. Озвучувати роль він доручив Анастасії Вертинській, оскільки голос Алфьорової здався йому грубуватим і занадто низьким для цієї ролі. Однак фільм мав великий успіх, і участь в ньому принесло Алфьоровій ще більшу популярність у глядачів. 
Разом з Олександром Абдуловим вона знімалася в мелодрамах «З коханими не розлучайтесь» (1979) і «Передчуття любові» (1982).
Потім були ролі в оповіді «Василь Буслаєв» (1982), політичному детективі «ТАРС уповноважений заявити...» (1984), мелодрамі «Нічні забави» (1991).
Героїням були властиві цілісність, жіночність, щирість. Популярність Алфьорової росла, але критики досить прохолодно ставилися до її робіт[джерело не вказане 3811 днів]. У 1990-х роках єдиною помітною роботою Алфьорової в кіно була роль у міні-серіалі «Єрмак» (1996).
Брала участь у зйомках телепередачі «Маркіза».
У 2000 році знялася в українському фільмі «Втрачений рай». У 2002 році зіграла дружину французького дипломата в пригодницькому російсько-французькому фільмі «Лисиця Аліса».

### Робота в театрі

#### Московський державний театр «Ленком»
У 1976 році Ірина Алфьорова була запрошена в Московський державний театр імені Ленінського комсомолу (з 1991 року - Московський державний театр «Ленком»), в трупі якого прослужила до 1993 року.
Багато років в «Ленкомі» Алфьоровій, вже відомій кіноактрисі, діставалися лише другорядні невеликі ролі і ролі в масовці. 
У 2002 році, після розлучення, Алфьорова та Абдулов стали партнерами на ленкомівських підмостках, коли одне з театральних фойє перетворили в невеликій зал для глядачів з відкритою сценою і стали грати там камерні, нечисленні за складом п'єси. Петро Штейн запросив в спектакль «Кишеньковий театр» чотирьох акторів: Ірину Алфьорову і Олександра Абдулова, Олену Шаніну і Олександра Збруєва. 

#### Московський театр «Школа сучасної п'єси»
З 1993 року по теперішній час Ірина Алфьорова грає в трупі Московського театру «Школа сучасної п'єси» . Нині Ірина Алфьорова — одна з провідних актрис театру «Школа сучасної п'єси».
У спектаклях театру грають журналіст Гордон, балерина Людмила Семеняка з Великого театру, письменник Євген Гришковець, музикант Левон Оганезов, а також актори Олександр Галібін, Олена Санаєва, Тетяна Васильєва та інші.
Алфьорова грала в кількох спектаклях: «Прийшов чоловік до жінки», «Чайка». Станом на червень 2018 року брала участь в трьох постановках театру: «Монологи міст», «Ніч з незнайомцем» і «Підслухане, підглянуте, незаписані» .
Крім того, Ірина Алфьорова грає в антрепризах.

### Особисте життя
- Перший чоловік - болгарський дипломат Бойко Гюров (офіційний шлюб).
  - У цьому шлюбі 24 травня 1974 року народилася дочка Ксенія Алфьорова. У листопаді 2001 року Ксенія вийшла заміж за актора Єгора Бероєва, і 5 квітня 2007 року на світ з'явилася дочка Євдокія, внучка Ірини Алфьорової.
- Другий чоловік - Олександр Гаврилович Абдулов (1953-2008), актор, народний артист РРФСР (1991). З Олександром Ірина була одружена з 1976 по 1993 роки. Алфьорова та Абдулов, одружившись, кілька років прожили в гуртожитку. Квартиру в Москві їм допоміг отримати актор, народний артист СРСР Євген Леонов [9].
- Третій чоловік (з 1995 року) - актор Сергій Федорович Мартинов, з яким Ірина познайомилася на зйомках фільму «Зірка шерифа».
  - Виховала трьох прийомних дітей: двох дітей останнього чоловіка - Анастасію та Сергія, і Олександра, сина своєї сестри Тетяни, яка померла в 1997 році [10].

## Творчість

### Ролі в театрі

#### Московський державний театр «Ленком»
- «Юнона та Авось»
- «У списках не значився» (п'єса Б. Васильєва) - Валя
- «Жорстокі ігри» О. Арбузова - Дівчина, схожа на ангела
- «Кишеньковий театр» (1980 р. Монолог «Байдужий красень» - постановка П. Штейна)
- «Ромул Великий»

#### Московський театр «Школа сучасної п'єси»
- 1989 - «Прийшов чоловік до жінки»
- 1990 - «Все буде добре, як ви хотіли»
- 1998 - «Чайка» А. Чехов
- 2001 - «Чайка» Б. Акунін
- 2004 - «Чайка. Справжня оперетка »
- 2006 - «Своїми словами»
- 2009 - «Зіркова хвороба»
- 2011 - «Ведмідь»
- 2011 - «Ніч з незнайомцем»

#### Антрепризні спектаклі
- «За зачиненими дверима»
- «Все проходить»
- «Квітка кактуса»
- «Піжама на шістьох»
- «Самая-самая»
- «Чого хочуть чоловіки?» (Театр моди «Контур», Тула)

### Фільмографія
- «Срібні труби» (1970, епізод)
- «Олексіїч» (1971, Марія Олександрівна, сільська вчителька)
- «Учитель співу» (1972, Тамара, дочка Соломатіна)
- «Чорна береза» (1977, Таня)
- «Ходіння по муках» (1977, Дарія Тєлєгіна)
- «Осінні дзвони» (1978, цариця)
- «Д'Артаньян та три мушкетери» (1978, Констанція Бонасьє)
- «Засланець № 011» (1979, Аліса Варламцева)
- «З коханими не розлучайтесь» (1979, Катя Лаврова)
- «Названий друг» (1980, Кіра Стругіна)
- «Мужність» (1981, Клара, архітектор)
- «Без видимих причин» (1982, Ніна Петрівна Плюсніна, актриса)
- «Василь Буслаєв» (1982, Ксенія)
- «Передчуття любові» (1982, Олена, дівчина-привид)
- «Субота і неділя» (1982, мати дитини, що мріє мати собаку)
- «Поцілунок» (1983, Соня, панночка в бузковому)
- «Право на вибір» (1984, Таня)
- «Сім стихій» (1984, Валентина Анурова, біолог)
- «Волшебник Лала» (1984, королева-мати)
- «ТАРС уповноважений заявити...» (1984, Ольга Вікторівна Вінтер, колишня дружина Андрія Зотова, коханка Сергія Дубова)
- «Багратіон» (1985, княгиня Єлизавета Скавронська)
- «Любовні листи з підтекстом» (1985, Меліта)
- «Груба посадка» (1985, Тася)
- «Пароль знали двоє» (1985, Ірина Кабардина)
- «Людина з акордеоном» (1985, Лена (Леля) Глан)
- «Салон краси» (1985, Ляля, дружина Вадима)
- «Снігуроньку викликали?» (1985, Світлана Олександрівна Нечаєва, актриса (Снігуронька))
- «Така-от історія…» (1987, Галя)
- «І повториться все…» (1989, Анна)
- «Вищий клас» (1991, Віра Павлівна Смирнова)
- «Зірка шерифа» (1991, Анна Блейк)
- «Кров за кров» (1991, Олена Григорівна Ваніна)
- «Нічні забави» (1991, Анна (Аня) Миколаївна Силіна, дружина Олексія, мати Ольги, коханка Михайла Єзепова)
- «Графиня Дора» (1993, Сидонія Надгерні)
- «Єрмак» (1996, Олена, наложниця хана Кучума)
- «Любовні історії» (1997, Тамара)
- «Втрачений рай» (2000, Ольга Сапега, дружина Артема)
- «Лисиця Аліса» (2002, Наталі, дружина аташе з питань культури)
- «Перший швидкий» (2006, камео)
- «Герой нашого часу» (2006, княгиня Ліговська)
- «Сонька — Золота Ручка» (2006, пані Олена, кравчиня)
- «Капкан» (2007, Катерина Андріївна Волобуєва, дружина Михайла Григоровича Волобуєва)
- «Борг» (2007, Софія Марківна)
- «Старі» (фільм № 3 «Аферистка») (2010, Віра)
- «Ялинки 2» (2011, Юлія Снєгірьова, кохана Григорія Землянікіна і Бориса Воробйова)
- «Распутін» (2011, Зінаїда Миколаївна Юсупова, княгиня)
- «Останній з Магікян» (2013-2015, Людмила Сергіївна, мати Наташі, теща Карена Магікяна)
- «Ялинки 5» (2016, Юлія Снєгірьова, дружина Григорія Землянікіна)
- «Останнє випробування» (2018, Наталія Іванівна)
- «Щастя - це ... Частина 2» (2019, ім'я не вказано)
- «Водоворот» (2020, Беата Кочаровська)

### Кліпи
- Олександр Сєров: «Ты меня любишь»
- Ігор Крутой: «Хрустальный бокал»

## Державні нагороди Російської Федерації
- 1992 - почесне звання «Заслужений артист Російської Федерації» - за заслуги в галузі мистецтва [11].
- 2007 - почесне звання «Народний артист Російської Федерації» - за великі заслуги в галузі мистецтва [4].
- 2011 - Орден Дружби - за великий внесок у розвиток вітчизняного театрального і кінематографічного мистецтва, багаторічну творчу діяльність [13].
- 2017 - Орден Пошани - за великий внесок у розвиток вітчизняної культури, мистецтва, засобів масової інформації та багаторічну плідну діяльність [12].

### Нагороди іноземних держав
- 2016 - почесний орден «Самарський хрест» (Болгарія) - за внесок в розвиток духовних і культурних відносин Росії і Болгарії [13].

## Цікаві факти
У 1990 році Алфьорова взяла участь у зйомках кліпу Олександра Сєрова на пісню «Ты меня любишь». Кліп отримав широку популярність, багато в чому - через відвертість Алфьорової. Після виходу кліпу на екрани преса взялася обговорювати нібито існуючий роман між Іриною та Олександром. Згодом, сама Ірина заявила, що участь в кліпі Сєрова було «жіночої помстою» своєму екс-чоловікові Олександру Абдулову.